# Avicularia nigrotaeniata
Avicularia nigrotaeniata är en spindelart som beskrevs av Cândido Firmino de Mello-Leitão 1940. 
Avicularia nigrotaeniata ingår i släktet Avicularia och familjen fågelspindlar. Artens utbredningsområde är Guyana. Inga underarter finns listade.